# Samuel Ekemé
Samuel Ekemé Ndiba (Kumba, Región del Sudoeste, Camerún; 12 de julio de 1966) es un exfutbolista camerunés. Jugó de defensa entre los años 1984 y 2004, pasó su carrera en clubes de su natal Camerún y en los Estados Unidos. Fue internacional absoluto por la selección de Camerún en 32 encuentros, y formó parte del plantel que jugó la Copa Mundial de 1994.

## Trayectoria
En 1995 migró a los Estados Unidos y fichó por el Hawaii Tsunami de la United States International Soccer League (USISL). En su primer año ganó la Northwest Division y fue nombrado mejor defensa de la temporada. El 31 de agosto de 1995 fichó por dos años en el Monterrey La Raza de la Continental Indoor Soccer League. En La Raza ganó el campeonato de la CISL de 1995.
Ekemé fue parte del primer draft de la Major League Soccer y fue seleccionado por el Kansas City Wiz en febrero de 1996. Jugó 23 encuentros en la temporada 1996.
Solo estuvo un año en la MLS, y en febrero de 1997 fichó por el Kansas City Attack de la National Professional Soccer League, donde jugó por cuatro temporadas. En el verano estadounidense de 1997, Ekemé jugó por los Nashville Metros de la USISL.
Su último club fue el Kansas City Comets de la Indoor Soccer League desde 2003 a 2004.

## Selección nacional

### Participaciones en Copas del Mundo
| Copa            | Sede           | Resultado    |
| --------------- | -------------- | ------------ |
| Mundial de 1994 | Estados Unidos | Primera fase |

## Clubes
referencia.
| Club                        | País           | Año       |
| --------------------------- | -------------- | --------- |
| Carmmak Bamenda             | Camerún        | 1984-1986 |
| Santos Yaoundé              | Camerún        | 1986-1989 |
| Canon Yaoundé               | Camerún        | 1989-1994 |
| Racing FC Bafoussam         | Camerún        | 1994      |
| Hawaii Tsunami              | Estados Unidos | 1995      |
| Monterrey La Raza (Indoor)  | México         | 1995      |
| Kansas City Wiz             | Estados Unidos | 1996      |
| Kansas City Attack (Indoor) | Estados Unidos | 1997-2001 |
| Nashville Metros            | Estados Unidos | 1997      |
| Kansas City Comets (Indoor) | Estados Unidos | 2003-2004 |